# مدعمات
مدعمات ( بالأنجليزية : Desmostylia ) وتعني الأعمدة الرهينة . وهي ثدييات عاشبة بحرية أو برمائية عاشت في العصر الأليغوسيني والعصر الميوسيني وكانت عظامها قوية ومتينة مثلفرس النهر , عثر على حفرياتها في أمريكا الشمالية وشمال المحيط الهادئ و جنوب اليابان وغيرها من المناطق، ربما وزنها كان يفوق 200 كيلوغرام ويصل طول البالغ منها إلى 1.8 متر تقريبا . تشبه جمجمته جمجمة صناجة بدائية وهي فيل قديم وكذلك تشابه حفرياته حيوان منقار البط ,لديها 4 أرجل شبيه بالزعانف لتسبح .